# Santa Maria Odigitria dei Siciliani (diaconia)
Santa Maria Odigitria dei Siciliani (in latino: Diaconia Sanctæ Mariæ Odigitriæ Siculorum) è una diaconia istituita da papa Paolo VI il 12 febbraio 1973 con la costituzione apostolica Romana templa. Il suo nome originale era Santa Maria d'Itria al Tritone.

## Titolari
- Salvatore Pappalardo, titolo pro illa vice (5 marzo 1973 - 10 dicembre 2006 deceduto)
  - Vacante (2006-2010)
- Paolo Romeo, titolo pro hac vice dal 20 novembre 2010